# Dasypogon crassus
Dasypogon crassus là một loài ruồi trong họ Asilidae. Dasypogon crassus được Macquart miêu tả năm 1849. Loài này phân bố ở vùng Cổ Bắc giới.